# Міллстон (Вісконсин)
Міллстон (англ. Millston) — місто (англ. town) в США, в окрузі Джексон штату Вісконсин. Населення — 168 осіб (2020).

## Демографія
Згідно з переписом 2010 року, у місті мешкало 159 осіб у 70 домогосподарствах у складі 44 родин. Було 128 помешкань
Расовий склад населення:
| - 95,0 % — білих - 3,8 % — корінних американців - 0,6 % — азіатів |

До двох чи більше рас належало 0,0 %. Частка іспаномовних становила 2,5 % від усіх жителів.
За віковим діапазоном населення розподілялося таким чином: 16,4 % — особи молодші 18 років, 64,1 % — особи у віці 18—64 років, 19,5 % — особи у віці 65 років та старші. Медіана віку мешканця становила 47,1 року. На 100 осіб жіночої статі у місті припадало 109,2 чоловіків;  на 100 жінок у віці від 18 років та старших — 114,5 чоловіків також старших 18 років.
Середній дохід на одне домашнє господарство  становив 74 059 доларів США (медіана — 61 875), а середній дохід на одну сім'ю — 100 594 долари (медіана — 86 250). Медіана доходів становила 46 406 доларів для чоловіків та 39 750 доларів для жінок. За межею бідності перебувало 3,2 % осіб, у тому числі 0,0 % дітей у віці до 18 років та 0,0 % осіб у віці 65 років та старших.
Цивільне працевлаштоване населення становило 74 особи. Основні галузі зайнятості: роздрібна торгівля — 31,1 %, виробництво — 17,6 %, освіта, охорона здоров'я та соціальна допомога — 14,9 %.